# 클리커

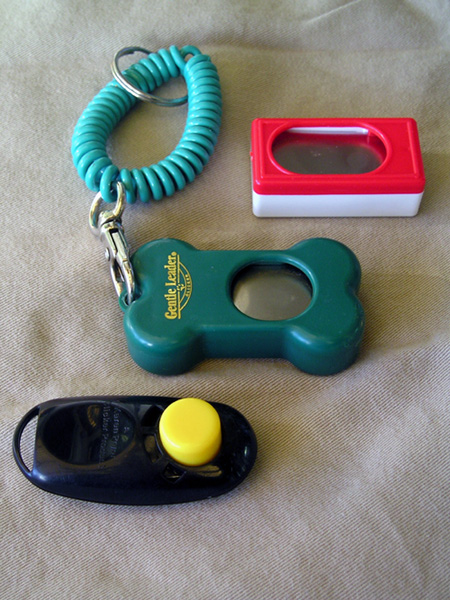
클리커 훈련용 클리커들은 다양한 모양과 형태로 출시된다.

클리커(clicker) 또는 크리켓(cricket)은 사용자에 의해 의도적으로 활성화되는 클릭 소리를 내는 장치이다.
일부 클리커의 경우 사용자는 엄지손가락이나 손가락으로 직접 금속을 누르는 형태이며, 다른 클리커들의 경우 버튼이 케이스 표면 위로 확장되어 있어서 버튼을 누르면 금속 클릭을 만들어낸다.

## 동물 훈련용
클리커는 원래 동물과의 소통 수단으로서 해양 포유 동물 조련사 Karen Pryor에 의해 처음 사용되었다. 돌고래, 고래들은 반향정위로 알려진 일련의 클릭, 휘파람 소리를 통해 수중에서 통신하며 조련사는 클리커를 사용하여 이들이 더 잘 이해할 수 있는 신호를 준다.
오늘날 개를 포함한 모든 종류의 동물들의 훈련에 사용된다.